# Elias Jentzsch
Elias Jentzsch (* 1599; † 15. April 1652 in Dresden) war ein Dresdner Ratsherr, Stadtrichter und Bürgermeister.

## Leben
Elias Jentzsch studierte 1615/16 zunächst in Leipzig, danach bis 1621 an der Universität Wittenberg. Vermutlich war er ein Schüler des Wittenberger Professors und Philologen August Buchner. 1624 übernahm er in Dresden das Amt des Stadtrichters und war ab diesem Zeitpunkt auf Lebenszeit Mitglied des Rates. Außerdem war der Verwalter des Hospitalamtes des Maternihospitals.
1642 wurde er erstmals regierender Bürgermeister und hatte dieses Amt gemäß Ratsordnung auch in den Jahren 1645, 1648 und 1651 inne.
Anfang September 1622 heiratete er Margaretha Fickler (* 11. November 1603 in Altendresden; † 22. Juli 1638). In den knapp 16 Ehejahren hatten sie neun Kinder, von denen fünf bereits vor der Mutter starben. Im Jahr 1643 heiratete Jentzsch die Witwe von Dr. Paul Nicolai, Dorothea (1588–1653) geb. Buchner. Er verstarb am 15. April 1652 in Dresden und wurde sechs Tage später auf dem Frauenkirchhof beigesetzt.